# Hannes Held
Hannes Held (* 1979 in Gelsenkirchen als Johannes Held) ist ein deutscher Drehbuchautor und Dramaturg.

## Leben und Wirken
Held studierte bis 2006 Szenisches Schreiben an der Universität der Künste Berlin, im Anschluss schrieb er sich für ein Studium im Fachbereich Drehbuch an der Deutschen Film- und Fernsehakademie Berlin ein. Während der Ausbildung war er als Co-Autor an den Drehbüchern mehrerer Kurzfilme, wie Das Mädchen mit den gelben Strümpfen (2008), Long Distance Call (2011) und Sweetness (2011) beteiligt.
Mit dem Drehbuch über den russischen Onlinepokerspieler Rustem feierte Held 2014 sein Langfilmdebüt mit dem Dokumentarfilm Spieler. Für den Spielfilm Casting verfasste Held gemeinsam mit dem Regisseur Nicolas Wackerbarth das Drehbuch. Casting erhielt 2018 drei Nominierungen für den Deutschen Filmpreis.
Neben seiner Tätigkeit als Drehbuchautor ist Held auch als Dramaturg zuständig und war als dramaturgischer Berater an den Produktionen von Western und Die Einzelteile der Liebe beteiligt.

## Filmografie (Auswahl)
- 2008: Das Mädchen mit den gelben Strümpfen (Kurzfilm)
- 2010: Fracht (Kurzfilm)
- 2011: Long Distance Call (Kurzfilm)
- 2011: Sweetness (Kurzfilm)
- 2014: Spieler
- 2017: Casting

## Hörspiele (Auswahl)
- 2005: Hannes Held: Projekt des 7. Jahrgangs Szenisches Schreiben der UDK: Ich allein und die Stadt (4. Teil: Bericht der LageraushilfeMartina Koch) – Dramaturgie und Regie: Regine Ahrem (Original-Hörspiel, Kurzhörspiel – RBB)

## Auszeichnungen (Auswahl)
Deutscher Filmpreis 2018
- Nominierung in der Kategorie Bestes Drehbuch für Casting

Deutscher Drehbuchpreis 2019
- Nominierung für Le Prince[1]